# محبة (إسلام)
يعتقد المسلمون أن المحبة عبادة للقلب لا تصلح إلا لله ، فهي كالذل والإنابة والتوكل والخوف والرجاء وغيرها من عبادة القلب لله تعالى، ويرون أن هذه العبادة قد جاء في بيان عظمتها مواضع عديدة في القرآن والسنة النبوية؛ فناسب بيان مفهومها وأدلتها، والفرق بينها وبين الشوق والوله، مع بيان الأسباب الجالبة لمحبة الله ، وذكر الأسباب التي تحسم مادة محبة غير الله، مع التفصيل لأقسام المحبة من جهة الحكم.

## مفهوم المحبة
قال الراغب الأصفهاني: «والمحبَّة: إرادة ما تراه أو تظنّه خيرا، وهي على ثلاثة أوجه:

1. محبّة للّذة، كمحبّة الرجل المرأة، ومنه: ﴿وَيُطْعِمُونَ الطَّعَامَ عَلَى حُبِّهِ مِسْكِينًا وَيَتِيمًا وَأَسِيرًا ۝٨﴾ [الإنسان:8].
2. ومحبّة للنفع، كمحبة شيء ينتفع به، ومنه: ﴿وَأُخْرَى تُحِبُّونَهَا نَصْرٌ مِنَ اللَّهِ وَفَتْحٌ قَرِيبٌ وَبَشِّرِ الْمُؤْمِنِينَ ۝١٣﴾ [الصف:13].
3. ومحبّة للفضل، كمحبّة أهل العلم بعضهم لبعض لأجل العلم.».[5]

## المحبة في القرآن
ذكر القرآن معنى المحبة في العديد من الآيات، منها قول الله :
1. سورة آل عمران: ﴿قُلْ إِنْ كُنْتُمْ تُحِبُّونَ اللَّهَ فَاتَّبِعُونِي يُحْبِبْكُمُ اللَّهُ وَيَغْفِرْ لَكُمْ ذُنُوبَكُمْ وَاللَّهُ غَفُورٌ رَحِيمٌ ۝٣١﴾ [آل عمران:31].(1)
2. سورة المائدة: ﴿يَا أَيُّهَا الَّذِينَ آمَنُوا مَنْ يَرْتَدَّ مِنْكُمْ عَنْ دِينِهِ فَسَوْفَ يَأْتِي اللَّهُ بِقَوْمٍ يُحِبُّهُمْ وَيُحِبُّونَهُ أَذِلَّةٍ عَلَى الْمُؤْمِنِينَ أَعِزَّةٍ عَلَى الْكَافِرِينَ يُجَاهِدُونَ فِي سَبِيلِ اللَّهِ وَلَا يَخَافُونَ لَوْمَةَ لَائِمٍ ذَلِكَ فَضْلُ اللَّهِ يُؤْتِيهِ مَنْ يَشَاءُ وَاللَّهُ وَاسِعٌ عَلِيمٌ ۝٥٤﴾ [المائدة:54].(2)
3. سورة الأعراف: ﴿فَتَوَلَّى عَنْهُمْ وَقَالَ يَا قَوْمِ لَقَدْ أَبْلَغْتُكُمْ رِسَالَةَ رَبِّي وَنَصَحْتُ لَكُمْ وَلَكِنْ لَا تُحِبُّونَ النَّاصِحِينَ ۝٧٩﴾ [الأعراف:79].(3)
4. سورة النور: ﴿وَلَا يَأْتَلِ أُولُو الْفَضْلِ مِنْكُمْ وَالسَّعَةِ أَنْ يُؤْتُوا أُولِي الْقُرْبَى وَالْمَسَاكِينَ وَالْمُهَاجِرِينَ فِي سَبِيلِ اللَّهِ وَلْيَعْفُوا وَلْيَصْفَحُوا أَلَا تُحِبُّونَ أَنْ يَغْفِرَ اللَّهُ لَكُمْ وَاللَّهُ غَفُورٌ رَحِيمٌ ۝٢٢﴾ [النور:22].(4)
5. سورة الصف: ﴿وَأُخْرَى تُحِبُّونَهَا نَصْرٌ مِنَ اللَّهِ وَفَتْحٌ قَرِيبٌ وَبَشِّرِ الْمُؤْمِنِينَ ۝١٣﴾ [الصف:13].(5)

## المحبة في الشريعة الإسلامية
بحسب الشريعة الإسلامية فإن عبادة محبة الله تعالى من أجلّ العبادات وأعظمها، بل هي أحد أركان العبادة الثلاثة: المحبة والخوف والرجاء، والمحبة هي فرض على كل أحد، وشرط للإيمان، وعلى قدر إيمان العبد تكون محبته لله.
والله تعالى حقيق أن يُحَبَّ، ونهى الله عن انقطاع محبة المسلم إلى غيره من الناس أجمعين وأمر بمحبته وحده. وقد ذكره الله تعالى في كتابه عن سادات المقربين من الملائكة والأولياء والصالحين.

## وصف العلماء للمحبة
قال ابن قيم الجوزية -رحمه الله- في الجزء الأول من كتاب مدارج السالكين:
أورد أبو حامد الغزالي -رحمه الله- في الجزء الرابع من كتاب إحياء علوم الدين:

## هوامش
- 1 سورة آل عمران، الآية: 31.
- 2 سورة المائدة، الآية: 54.
- 3 سورة الأعراف، الآية: 79.
- 4 سورة النور، الآية: 22.
- 5 سورة الصف، الآية: 13.

## فيديوهات
- "محاضرة بعنوان: وسائل محبة الله عز وجل": د. محمد راتب النابلسي في جويلية 2016م على يوتيوب
- "الحلقة 09 : المحبة - قال تعالى : قُلْ إِنْ كُنْتُمْ تُحِبُّونَ اللَّهَ": د. محمد راتب النابلسي في أكتوبر 2020م على يوتيوب
- "محبة الله للإنسان - ساعة محبة": الشيخ عون القدومي في نوفمبر 2015م على يوتيوب
- "محبة النبي محمد صلى الله عليه وسلم - ساعة محبة": الشيخ عون القدومي في جويلية 2015م على يوتيوب
- "درر 3 مع الشيخ د.محمد راتب النابلسي على يوتيوب
- "أركان العبادة: محبة الله، والخوف، والرجاء": الشيخ علي بن صالح المري في فيفري 2017م على يوتيوب
- "أركان التقوى: خوف ورجاء ومحبة" في جويلية 2019م على يوتيوب